# Rohrbach in Oberösterreich
Rohrbach in Oberösterreich je městskou částí města Rohrbach-Berg,  v Rakousku, ve spolkové zemi Horní Rakousy.  

## Historie
Rohrbach byl založen kolem roku 1200 na křižovatce středověkých obchodních cest a sloužil jako odpočívadlo před přechodem Šumavy. To přineslo prosperitu občanům a udělení tržních práv, která byla poprvé v listinách zmíněna v roce 1320. Rohrbach získal na významu jako správní centrum od roku 1749 jako sídlo okresního úřadu a od roku 1849 jako sídlo okresního úřadu a okresního soudu.
Rohrbach byl správním střediskem okresu Rohrbach. Dne 1. května 2015 byl Rohrbach sloučen se sousední obcí Berg bez Rohrbach a vzniklo město Rohrbach-Berg, poté co zde proběhlo referendum v obou lokalitách s kladným výsledkem.
S rozlohou 6,42 km² a počtem obyvatel 2552 (k 1. lednu 2015) byl Rohrbach až do sloučení s obcí Berg bei Rohrbach nejmenší obcí okresu co do rozlohy a pátou největší co do počtu obyvatel. Před sloučením zde žilo přibližně 2 600 obyvatel.